# كارل فيك
كارل فيك (بالإنجليزية: Carl Fick)‏ هو مخرج أمريكي، ولد في 5 أغسطس 1918، وتوفي في 1990.

## وصلات خارجية
- كارل فيك على موقع IMDb (الإنجليزية)